# Élections législatives de 1993 dans les Côtes-d'Armor
Les élections législatives françaises de 1993 se déroulent les 21 et 28 mars 1993. Dans le département des Côtes-d'Armor, cinq députés sont à élire dans le cadre de cinq circonscriptions.

## Élus
| Circonscription | Député sortant                             | Parti | Parti | Député élu ou réélu | Parti | Parti     |
| --------------- | ------------------------------------------ | ----- | ----- | ------------------- | ----- | --------- |
| 1re             | Yves Dollo                                 |       | PS    | Christian Daniel    |       | RPR       |
| 2e              | Jean Gaubert suppléant de Charles Josselin |       | PS    | Charles Josselin    |       | PS        |
| 3e              | Didier Chouat                              |       | PS    | Marc Le Fur         |       | RPR       |
| 4e              | Maurice Briand                             |       | PS    | Daniel Pennec       |       | RPR       |
| 5e              | Pierre-Yvon Trémel                         |       | PS    | Yvon Bonnot         |       | UDF (CDS) |

## Positionnement des partis
Les candidats d'alliance UDF-RPR se présentent sous la bannière de l'Union pour la France et ceux du Parti socialiste derrière l'Alliance des Français pour le Progrès. Enfin, Les Verts et Génération écologie s'unissent sous l'étiquette Entente des écologistes.

## Résultats
Les résultats des élections proviennent du quotidien Le Monde,.

### Résultats à l'échelle du département
| Parti                 | Parti                                 | Premier tour | Premier tour | Second tour | Second tour | Sièges |
| Parti                 | Parti                                 | Voix         | %            | Voix        | %           | Sièges |
| --------------------- | ------------------------------------- | ------------ | ------------ | ----------- | ----------- | ------ |
|                       | Rassemblement pour la République      | 76 117       | 25,86        | 92 067      | 30,06       | 3      |
|                       | Union pour la démocratie française    | 44 923       | 15,26        | 63 702      | 20,80       | 1      |
|                       | Divers droite                         | 5 205        | 1,77         |             |             | 0      |
|                       | Union pour la France                  | 126 245      | 42,88        | 155 769     | 50,85       | 4      |
|                       |                                       |              |              |             |             |        |
|                       | Parti socialiste                      | 81 578       | 27,71        | 120 156     | 39,23       | 1      |
|                       | Mouvement des réformateurs            | 307          | 0,10         |             |             | 0      |
|                       | Alliance des Français pour le progrès | 81 885       | 27,82        | 120 156     | 39,23       | 1      |
|                       |                                       |              |              |             |             |        |
|                       | Les Verts                             | 12 853       | 4,37         |             |             | 0      |
|                       | Génération écologie                   | 8 887        | 3,02         | 0           |             |        |
|                       | Entente des écologistes               | 21 740       | 7,38         |             |             | 0      |
|                       |                                       |              |              |             |             |        |
|                       | Parti communiste français             | 34 258       | 11,64        | 30 377      | 9,92        | 0      |
|                       | Front national                        | 18 314       | 6,22         |             |             | 0      |
|                       | Divers écologiste dont LT-LNÉ         | 7 407        | 2,52         | 0           |             |        |
|                       | Extrême gauche dont LO et PT          | 2 981        | 1,01         | 0           |             |        |
|                       | Divers                                | 1 345        | 0,46         | 0           |             |        |
|                       | Régionaliste                          | 216          | 0,07         | 0           |             |        |
|                       |                                       |              |              |             |             |        |
| Inscrits              | Inscrits                              | 418 210      | 100,00       | 418 123     | 100,00      | 5      |
| Abstentions           | Abstentions                           | 109 468      | 26,18        | 96 043      | 22,97       |        |
| Votants               | Votants                               | 308 742      | 73,82        | 322 080     | 77,03       |        |
| Blancs et nuls        | Blancs et nuls                        | 14 351       | 4,65         | 15 778      | 4,9         |        |
| Exprimés              | Exprimés                              | 294 391      | 95,35        | 306 302     | 95,1        |        |
| Source : Data.gouv.fr |                                       |              |              |             |             |        |

### Résultats par circonscription

#### Première circonscription (Saint-Brieuc)
| Candidat              | Candidat             | Parti                      | Premier tour | Premier tour | Second tour | Second tour |  |
| Candidat              | Candidat             | Parti                      | Voix         | %            | Voix        | %           |  |
| --------------------- | -------------------- | -------------------------- | ------------ | ------------ | ----------- | ----------- |  |
|                       | Christian Daniel élu | RPR                        | 19 280       | 35,72        | 29 585      | 53,66       |  |
|                       | Yves Dollo sortant   | PS (ADFP)                  | 11 375       | 21,07        | 25 543      | 46,33       |  |
|                       | Jean Dérian          | PCF                        | 6 977        | 12,93        |             |             |  |
|                       | Jacques Mangold      | Les Verts (EÉ)             | 5 526        | 10,24        |             |             |  |
|                       | André Bourges        | FN                         | 3 811        | 7,06         |             |             |  |
|                       | Gérard Gautier       | Divers droite (Vote blanc) | 2 336        | 4,33         |             |             |  |
|                       | Éric Aulagner        | LT-LNÉ                     | 1 643        | 3,04         |             |             |  |
|                       | Martial Collet       | LO                         | 1 039        | 1,92         |             |             |  |
|                       | Lionel Lemaire       | Divers droite              | 948          | 1,76         |             |             |  |
|                       | Édouard Le Moigne    | PT                         | 679          | 1,26         |             |             |  |
|                       | Pascal Dazin         | MDR                        | 307          | 0,57         |             |             |  |
|                       | Michel Corlay        | UDB                        | 55           | 0,10         |             |             |  |
|                       |                      |                            |              |              |             |             |  |
| Inscrits              | Inscrits             | Inscrits                   | 81 427       | 100,00       | 81 414      | 100,00      |  |
| Abstentions           | Abstentions          | Abstentions                | 24 511       | 30,1         | 22 279      | 27,37       |  |
| Votants               | Votants              | Votants                    | 56 916       | 69,9         | 59 135      | 72,63       |  |
| Blancs et nuls        | Blancs et nuls       | Blancs et nuls             | 2 940        | 5,17         | 4 007       | 6,78        |  |
| Exprimés              | Exprimés             | Exprimés                   | 53 976       | 94,83        | 55 128      | 93,22       |  |
| Source : Data.gouv.fr |                      |                            |              |              |             |             |  |

#### Deuxième circonscription (Dinan)
| Candidat       | Candidat                       | Parti          | Premier tour | Premier tour | Second tour | Second tour |  |
| Candidat       | Candidat                       | Parti          | Voix         | %            | Voix        | %           |  |
| -------------- | ------------------------------ | -------------- | ------------ | ------------ | ----------- | ----------- |  |
|                | René Benoît                    | UDF (PR)       | 23 545       | 39,91        | 29 062      | 46,72       |  |
|                | Charles Josselin sortant réélu | PS (ADFP)      | 22 028       | 37,34        | 33 142      | 53,27       |  |
|                | Bernard Hesry                  | GÉ (EÉ)        | 4 393        | 7,44         |             |             |  |
|                | Charles du Boishamon           | FN             | 4 046        | 6,85         |             |             |  |
|                | Christiane Nennot              | PCF            | 3 340        | 5,66         |             |             |  |
|                | Christine Repetti              | LT-LNÉ         | 1 633        | 2,76         |             |             |  |
|                |                                |                |              |              |             |             |  |
| Inscrits       | Inscrits                       | Inscrits       | 81 917       | 100,00       | 81 893      | 100,00      |  |
| Abstentions    | Abstentions                    | Abstentions    | 19 725       | 24,08        | 16 975      | 20,73       |  |
| Votants        | Votants                        | Votants        | 62 192       | 75,92        | 64 918      | 79,27       |  |
| Blancs et nuls | Blancs et nuls                 | Blancs et nuls | 3 207        | 5,16         | 2 714       | 4,18        |  |
| Exprimés       | Exprimés                       | Exprimés       | 58 985       | 94,84        | 62 204      | 95,82       |  |

#### Troisième  circonscription (Lamballe - Loudéac)
| Candidat       | Candidat              | Parti          | Premier tour | Premier tour | Second tour | Second tour |  |
| Candidat       | Candidat              | Parti          | Voix         | %            | Voix        | %           |  |
| -------------- | --------------------- | -------------- | ------------ | ------------ | ----------- | ----------- |  |
|                | Didier Chouat sortant | PS (ADFP)      | 19 232       | 32,38        | 30 226      | 48,66       |  |
|                | Marc Le Fur élu       | RPR            | 16 530       | 27,83        | 31 883      | 51,33       |  |
|                | Sébastien Couëpel     | UDF (CDS)      | 12 129       | 20,42        | Retrait     | Retrait     |  |
|                | Jean-Claude Lenay     | Les Verts (EÉ) | 3 562        | 5,99         |             |             |  |
|                | Gérard Le Cam         | PCF            | 3 548        | 5,97         |             |             |  |
|                | Pierre-Marie Launay   | FN             | 2 935        | 4,94         |             |             |  |
|                | Raymonde Brachet      | LT-LNÉ         | 1 457        | 2,45         |             |             |  |
|                |                       |                |              |              |             |             |  |
| Inscrits       | Inscrits              | Inscrits       | 82 005       | 100,00       | 81 993      | 100,00      |  |
| Abstentions    | Abstentions           | Abstentions    | 19 706       | 24,03        | 17 326      | 21,13       |  |
| Votants        | Votants               | Votants        | 62 299       | 75,97        | 64 667      | 78,87       |  |
| Blancs et nuls | Blancs et nuls        | Blancs et nuls | 2 906        | 4,66         | 2 558       | 3,96        |  |
| Exprimés       | Exprimés              | Exprimés       | 59 393       | 95,34        | 62 109      | 96,04       |  |

#### Quatrième circonscription (Guingamp)
| Candidat       | Candidat               | Parti                 | Premier tour | Premier tour | Second tour | Second tour |  |
| Candidat       | Candidat               | Parti                 | Voix         | %            | Voix        | %           |  |
| -------------- | ---------------------- | --------------------- | ------------ | ------------ | ----------- | ----------- |  |
|                | Christian Le Verge     | PCF                   | 15 771       | 27,04        | 30 377      | 49,81       |  |
|                | Daniel Pennec élu      | app. RPR              | 13 834       | 23,72        | 30 599      | 50,18       |  |
|                | Maurice Briand sortant | PS (ADFP)             | 10 294       | 17,65        | Retrait     | Retrait     |  |
|                | Yvon Le Moigne         | UDF (CDS)             | 9 249        | 15,86        |             |             |  |
|                | Bernard Prigent        | Les Verts (EÉ)        | 3 765        | 6,45         |             |             |  |
|                | Myriam de Coatparquet  | FN                    | 2 904        | 4,98         |             |             |  |
|                | Rolande Hanrion        | LT-LNÉ                | 1 398        | 2,39         |             |             |  |
|                | Désiré Le Gouriérès    | MDD                   | 935          | 1,60         |             |             |  |
|                | Jean-Marie Salomon     | Régionaliste (Emgann) | 161          | 0,27         |             |             |  |
|                |                        |                       |              |              |             |             |  |
| Inscrits       | Inscrits               | Inscrits              | 80 450       | 100,00       | 79 927      | 100,00      |  |
| Abstentions    | Abstentions            | Abstentions           | 19 602       | 24,37        | 15 667      | 19,6        |  |
| Votants        | Votants                | Votants               | 60 848       | 75,63        | 64 260      | 80,4        |  |
| Blancs et nuls | Blancs et nuls         | Blancs et nuls        | 2 537        | 4,17         | 3 285       | 5,11        |  |
| Exprimés       | Exprimés               | Exprimés              | 58 311       | 95,83        | 60 975      | 94,89       |  |

#### Cinquième circonscription (Lannion - Paimpol)
| Candidat       | Candidat                   | Parti              | Premier tour | Premier tour | Second tour | Second tour |  |
| Candidat       | Candidat                   | Parti              | Voix         | %            | Voix        | %           |  |
| -------------- | -------------------------- | ------------------ | ------------ | ------------ | ----------- | ----------- |  |
|                | Yvon Bonnot élu            | UDF (CDS)          | 26 473       | 41,54        | 34 640      | 52,57       |  |
|                | Pierre-Yvon Trémel sortant | PS (ADFP)          | 18 649       | 29,26        | 31 245      | 47,42       |  |
|                | Hervé Le Bars              | PCF                | 4 622        | 7,25         |             |             |  |
|                | Raymond Blanc              | FN                 | 4 618        | 7,24         |             |             |  |
|                | Denis Baulier              | GÉ (EÉ)            | 4 494        | 7,05         |             |             |  |
|                | Armand Barth               | Divers (AREV, UDB) | 1 345        | 2,11         |             |             |  |
|                | Régine Dubois              | LT-LNÉ             | 1 276        | 2,00         |             |             |  |
|                | Alain Le Fol               | LO                 | 1 263        | 1,98         |             |             |  |
|                | Yves Chapalain             | Divers droite      | 986          | 1,54         |             |             |  |
|                |                            |                    |              |              |             |             |  |
| Inscrits       | Inscrits                   | Inscrits           | 93 911       | 100,00       | 92 866      | 100,00      |  |
| Abstentions    | Abstentions                | Abstentions        | 27 382       | 29,16        | 23 758      | 25,58       |  |
| Votants        | Votants                    | Votants            | 66 529       | 70,84        | 69 108      | 74,42       |  |
| Blancs et nuls | Blancs et nuls             | Blancs et nuls     | 2 804        | 4,21         | 3 223       | 4,66        |  |
| Exprimés       | Exprimés                   | Exprimés           | 63 725       | 95,79        | 65 885      | 95,34       |  |